# San Felipe, Altotonga
San Felipe är en ort i Mexiko.   Den ligger i kommunen Altotonga och delstaten Veracruz, i den sydöstra delen av landet, 200 km öster om huvudstaden Mexico City. San Felipe ligger 1 772 meter över havet och antalet invånare är 344.
Terrängen runt San Felipe är kuperad västerut, men österut är den bergig. Runt San Felipe är det ganska tätbefolkat, med 129 invånare per kvadratkilometer. Närmaste större samhälle är Teziutlan, 16,6 km väster om San Felipe. I omgivningarna runt San Felipe växer i huvudsak städsegrön lövskog.